# Aleksandra Marinina
Aleksándra Marínina (rusko Алекса́ндра Мари́нина; rojena kot Marína Anatóljevna Alekséjeva (Мари́на Анато́льевна Алексе́ева)), ruska pisateljica, * 15. junij 1957, Lvov, Ukrajina.
Je uspešna avtorica detektivskih romanov. Napisala je okoli 36 romanov, v večini z Anastazijo Kamensko v glavni vlogi detektivke. Njene detektivke so prevedene v več kot 20 jezikov in prirejene v več televizijsko serijo (več letnikov) »Nastja Kamenska«.

## Življenje
Starša sta bila pravnika. Od leta 1957 do leta 1971 je živela in se šolala v Leningradu (sedaj Sankt Petersburg), nato pa v Moskvi, kjer je dokončala študij na pravni fakulteti moskovske Državne univerze Lomonosova. V službo je bila razporejena na ministrstvo za notranje zadeve, kjer je delala kot strokovna sodelavka. Specializirala se je za študij osebnosti prestopnikov s psihičnimi anomalijami in je leta 1986 uspešno zagovarjala disertacijo za kandidata znanosti s tega področja. Objavila je okoli 30 strokovnih del. Leta 1998 se je odpovedala službi v činu miličniškega podpolkovnika.

### Slovenski prevodi
Naslednja dela je založila »Založba Mladinska knjiga«:
- Posmrtna podoba (Посмертный образ), (2000, prevajalka Lijana Dejak)
- Igra na tujem polju (Игра на чужом поле),(2001 prevajalka Lijana Dejak)
- Tuja maska (Чужая маска) (2001 prevajalka Lijana Dejak)
- Smrt in kanček ljubezni (Смерть и немного любви) (2002, prevajalec Miha Lampreht),